# Tân Hòa, Tân Thạnh
Tân Hòa là một xã thuộc huyện Tân Thạnh, tỉnh Long An, Việt Nam.

## Địa lý
Xã Tân Hòa có diện tích 47,99 km², dân số năm 1999 là 7.030 người, mật độ dân số đạt 146 người/km².

## Hành chính
Xã Tân Hòa được chia thành 6 ấp: Đông Bắc, Đông Nam, Kênh Văn Phòng, Tây Bắc, Tây Nam, Trung.

## Lịch sử
Ngày 18 tháng 7 năm 2019, HĐND tỉnh Long An ban hành Nghị quyết số 43/NQ-HĐND về việc sáp nhập ấp Hòa Thạnh vào ấp Đông Nam.